# Anthaxia manca
Anthaxia manca es una especie de escarabajo del género Anthaxia, familia Buprestidae. Fue descrita científicamente por Linnaeus en 1767.